# Lacrimabili statu
Lacrimabili statu (hrvatski: Žalosnom stanju) je 16. enciklika pape Pija X. Objavljena je 24. svibnja 1911. godine. Glavna tema enciklike je o Indijancima u Južnoj Americi.
Papa u njoj osuđuje oživljavanje ropstva, te upozorava na pokolje nad indijancima i razaranje cijelih sela, a posljedica toga bi mogla biti izumiranje autohtonih naroda. Papa poziva biskupe i svećenici iz Južne Amerike da se pastoralnim djelovanjem bore za potlačene narode.

## Poveznice
- Pio X.
- Enciklike Pija X.

## Vanjske poveznice
- Tekst enciklike na engleskom